# 서울 요리
서울 요리(--料理)는 서울의 향토 요리이다. 서울특별시 요리(--特別市料理)로도 부른다.
이 문서는 서울특별시의 음식 목록이다.

## 주요리
- 설렁탕 - 쇠머리, 내장, 도가니, 사골 등을 푹 곤 국에 소면, 밥을 말아 먹는 음식[1][2]
- 닭한마리 - 닭 한 마리를 맑은 국물에 끓여 먹는 음식
- 국밥 - 밥과 국물을 같이 말아서 먹는 음식
- 떡국 - 가래떡을 썰어 맑은 국물에 끓여 먹는 음식
- 흑임자죽 - 검은깨 앙금과 쌀 앙금을 섞어 끓인 음식
- 잣죽 - 잣과 쌀을 곱게 갈아 쑨 음식
- 메밀만두 - 메밀 가루로 피를 만들어 만두소를 넣고 빚은 음식
- 생치만두 - 꿩고기를 만두소 재료로 써 만든 음식
- 편수 - 채소로 만든 소를 넣어 주로 여름철에 먹는 만두[3]

### 서울 내 지역별 유명 요리
- 무교동 낙지볶음[4]
- 청진동 해장국[5]
- 신당동 떡볶이[6]
- 장충동 족발[7]
- 오장동 냉면[8]
- 마포 갈비[9]

## 같이 보기
- 한국 요리
- 조선왕조 궁중음식
- 사찰음식
- 한국 요리 목록

## 참고 문헌
- 진경혜 (2007년 2월). “서울시 음식거리의 형성배경에 관한 연구”. 《지리학논총》 49: 77–105. hdl:10371/89783.
- 주영하 (2014년 2월 26일). 《서울의 전통음식 (서울문화마당 시리즈 제6권)》. 서울: 서울특별시 시사편찬위원회. ISBN 9788994033631.
- 주영하 (2014년 9월 5일). 《서울의 근현대음식 (서울문화마당 시리즈 제7권)》. 서울: 서울특별시 시사편찬위원회. ISBN 9788994033648.